# Alcanadre
|  | Aquest article tracta sobre el municipi de la Rioja. Vegeu-ne altres significats a «Riu Alcanadre». |

Alcanadre és un municipi de la Rioja, a la regió de la Rioja Mitjana.